# Зирянська
Зиря́нська (рос. Зырянская) — присілок у складі Байкаловського району Свердловської області. Входить до складу Краснополянського сільського поселення.
Населення — 50 осіб (2010, 87 у 2002).
Національний склад населення станом на 2002 рік: росіяни — 98 %.